# 現在，很想見你 (2018年電影)
為2018年上映的韓國愛情片，由新人導演導演李章焄執導，蘇志燮與孫藝真主演。該片改編自日本作家市川拓司創作的同名小說，此前已被改編成日本電影《現在，很想見你》，曾於2005年在韓國上映。劇情講述1年前已去世的妻子在雨季重新出現在丈夫和兒子面前，但失去了所有記憶，一家人度過一段溫情時光的故事。蘇志燮與孫藝真為繼2001年MBC電視劇《美味關係》後暌違17年再度合作。
發行商樂天娛樂於2017年8月31日發布官方新聞宣布開拍，2018年3月14日韓國上映。

## 演出陣容

### 主要人物
| 演員                    | 角色   | 介紹 | 粵語配音                |
| 蘇志燮 （少年：李有鎮） | 鄭宇振 | 與妻子林秀雅在學生時代相識戀愛，後來秀雅求婚後兩人結婚並生下知浩。在秀雅過世一年後的雨季意外在隧道發現從過去穿越來的秀雅，並與她一起生活度過了整個雨季。 | 蘇強文 （少年：黃積權） |
| 孫藝珍 （少年：金賢秀） | 林秀雅 | 宇振的妻子。大學畢業後因一場車禍意外穿越到未來，與丈夫及兒子度過雨季後再次穿越回去。她在穿越期間也發現自己將在婚後數年去世。                             | 陸惠玲 （少年：凌晞）   |

### 其他人物
| 演員                    | 角色   | 介紹 | 粵語配音                |
| 金志煥 （青年：朴敘俊） | 鄭志浩 | 宇振與秀雅的兒子。秀雅去世前曾答應他會「媽媽一定會回家」，因此篤定秀雅一定會在那天回來，並在慫恿宇振一起去隧道後，果然發現了穿越的秀雅。 | 魏惠娥 （青年：張方正） |
| 高昌錫 （少年：裴侑藍） | 洪九   | 宇振最好的朋友，總是不放棄替宇振找相親對象，直到遇見從過去穿越來的秀雅。                                                                 | 陳卓智 （少年：劉奕希） |
| 李準赫                  | 崔講師 | 和宇振一起在運動中心工作、擔任游泳教師。                                                                                                 | 蕭徽勇                  |
| 徐正妍                  |        | 瑞彬的母親。 |                         |
| 申優熙                  |        | 志浩的班主任。 |                         |
| 李民成                  | 瑞彬   | |                         |
| 鄭秀彬                  | 素貞   | |                         |
| 嚴瑞賢                  | 娜恩   | |                         |
| 金民錫                  | 哲熙   | |                         |
| 李承峻                  |        | 過去的體育老師。 |                         |
| 趙河碩                  |        | 男親戚。 |                         |
| 韓載河                  |        | 獨家新聞中的男子。 |                         |

### 特別出演
| 演員   | 角色 | 介紹               | 粵語配音 |
| 孔曉振 |      | 穿韓服的女子。     | 梁少霞   |
| 孫汝恩 | 賢貞 | 單戀宇振的女同事。 | 魏惠娥   |

## 票房
於2018年3月24日上映第11天突破官方公佈之損益平衡點150萬名觀影人次。最終票房為260萬2273名觀影人次，總票房208億91萬6128韓元。

## 獎項榮譽
| 年份   | 頒獎典禮              | 獎項                | 入圍者 | 結果 |
| 2018年 | 第2屆The Seoul Awards | 電影部門 最佳女主角 | 孫藝真 | 獲獎 |
| 2018年 | 第2屆The Seoul Awards | 人氣獎              | 孫藝真 | 獲獎 |

## 外部連結
- NAVER上《現在，很想見你》的資料
- Daum上《現在，很想見你》的資料

- 韩国电影数据库（KMDb）上《現在，很想見你》的資料
- 互联网电影数据库（IMDb）上《現在，很想見你》的资料（英文）
- 爛番茄上《現在，很想見你》的資料（英文）
- 開眼電影網上《現在，很想見你》的資料（繁體中文）
- Yahoo奇摩電影上《現在，很想見你》的資料（繁體中文）
- 雅虎香港電影上《現在，很想見你》的資料（繁體中文）
- 豆瓣电影上《現在，很想見你》的資料 （简体中文）
- 时光网上《現在，很想見你》的資料（简体中文）